# Nuno Santos (calciatore 1995)
Nuno Miguel Gomes dos Santos, meglio noto come Nuno Santos (Trofa, 13 febbraio 1995), è un calciatore portoghese, attaccante dello Sporting Lisbona.

## Caratteristiche tecniche
È un'ala sinistra veloce, abile nel dribbling e si rivela un ottimo assist-man.
Nel corso della sua carriera si è dimostrato duttile, venendo impiegato in entrambe le fasce da esterno sinistro a destro, all'occorrenza anche nel ruolo di seconda punta.

## Carriera

### Club
Giovanili in patria e crescita nel Benfica
Inizia la sua carriera in patria vestendo diverse maglie nel settore giovanile dal Trofense, Porto, Rio Ave ed infine Benfica. Proprio con quest'ultima, si mette in mostra nella seconda squadra dove totalizza 10 goal e 6 assist in 42 presenze nel giro di due stagioni.
Prestito al Vitoria Setùbal
Ad inizio luglio 2016 passa in prestito al Vitoria Setubal, dove milita per una stagione totalizzando 26 presenze.
Rio Ave
Il 1º luglio 2017 passa a titolo definitivo al Rio Ave. Il 17 settembre successivo segna il suo primo goal in Primeira Liga nella sconfitta contro il Porto per 2-1. Dopo tre stagioni seguite da 78 presenze con 10 goal e 11 assist in tutte le competizioni, saluta il club portoghese.
Sporting Lisbona
Il 21 agosto 2020 viene acquistato dallo Sporting Lisbona per 4 milioni di euro. Il 4 ottobre seguente segna il suo primo goal nella vittoria in trasferta contro il Portimonense per 0-2. Il 17 ottobre segna una rete nel pareggio contro il Porto per 2-2. Contribuisce alla vittoria della Primeira Liga con 7 goal e 6 assist in 31 presenze, inoltre vince anche la coppa di lega portoghese con 1 goal e 3 assist in 3 apparizioni. Nelle stagioni seguenti mantiene un ottimo score tra goal e assist, riuscendo a vincere un'altra coppa di lega portoghese nel 2021/2022, una supercoppa nel 2022 e la Primeira liga nel 2023/2024.

### Nazionale
Viene convocato per le Olimpiadi 2016 in Brasile, ma non può parteciparvi per infortunio e viene sostituito da Pité.

## Statistiche

### Presenze e reti nei club
Le statistiche sono aggiornate al 26 ottobre 2024.
| Stagione        | Squadra          | Campionato      | Campionato | Campionato | Coppe nazionali | Coppe nazionali | Coppe nazionali | Coppe continentali | Coppe continentali | Coppe continentali | Altre coppe | Altre coppe | Altre coppe | Totale | Totale |
| Stagione        | Squadra          | Comp            | Pres       | Reti       | Comp            | Pres            | Reti            | Comp               | Pres               | Reti               | Comp        | Pres        | Reti        | Pres   | Reti   |
| --------------- | ---------------- | --------------- | ---------- | ---------- | --------------- | --------------- | --------------- | ------------------ | ------------------ | ------------------ | ----------- | ----------- | ----------- | ------ | ------ |
| 2015-2016       | Benfica          | PL              | 1          | 0          | CP+CdL          | 1+0             | 0+0             | UCL                | 0                  | 0                  | SP          | -           | -           | 2      | 0      |
| 2016-2017       | Vitória Setúbal  | PL              | 26         | 0          | CP+CdL          | 2+4             | 0+0             | -                  | -                  | -                  | -           | -           | -           | 32     | 0      |
| 2017-2018       | Rio Ave          | PL              | 26         | 1          | CP+CdL          | 2+4             | 1+0             | -                  | -                  | -                  | -           | -           | -           | 32     | 2      |
| 2018-2019       | Rio Ave          | PL              | 8          | 3          | CP+CdL          | 0+0             | 0+0             | UEL                | -                  | -                  | -           | -           | -           | 8      | 3      |
| 2019-2020       | Rio Ave          | PL              | 32         | 2          | CP+CdL          | 3+3             | 1+2             | -                  | -                  | -                  | -           | -           | -           | 38     | 5      |
| Totale Rio Ave  | Totale Rio Ave   | Totale Rio Ave  | 66         | 6          |                 | 12              | 4               |                    | -                  | -                  |             | -           | -           | 78     | 10     |
| 2020-2021       | Sporting Lisbona | PL              | 31         | 7          | CP+CdL          | 3+2             | 1+0             | UEL                | 1                  | 0                  | -           | -           | -           | 37     | 8      |
| 2021-2022       | Sporting Lisbona | PL              | 32         | 6          | CP+CdL          | 6+4             | 2+1             | UCL                | 7                  | 1                  | SP          | 1           | 0           | 50     | 10     |
| 2022-2023       | Sporting Lisbona | PL              | 31         | 8          | CP+CdL          | 1+6             | 0+0             | UCL+UEL            | 6+6                | 1+0                | -           | -           | -           | 50     | 9      |
| 2023-2024       | Sporting Lisbona | PL              | 31         | 4          | CP+CdL          | 7+3             | 1+1             | UEL                | 9                  | 0                  | -           | -           | -           | 50     | 6      |
| 2024-2025       | Sporting Lisbona | PL              | 7          | 0          | CP+CdL          | 1+0             | 0+0             | UCL                | 2                  | 1                  | SP          | 0           | 0           | 10     | 1      |
| Totale Sporting | Totale Sporting  | Totale Sporting | 132        | 25         |                 | 33              | 6               |                    | 31                 | 3                  |             | 1           | 0           | 197    | 34     |
| Toale carriera  | Toale carriera   | Toale carriera  | 225        | 31         |                 | 52              | 10              |                    | 31                 | 3                  |             | 1           | 0           | 309    | 44     |

## Palmarès

### Club

#### Competizioni nazionali
- Coppa di Lega portoghese: 3

Benfica: 2015-2016
Sporting CP: 2020-2021, 2021-2022
- Campionato portoghese: 4

Benfica: 2015-2016
Sporting CP: 2020-2021, 2023-2024, 2024-2025
- Supercoppa di Portogallo: 1

Sporting CP: 2021
- Coppa del Portogallo: 1

Sporting Lisbona: 2024-2025